# Bathyraja magellanica
Bathyraja magellanica és una espècie de peix de la família dels raids i de l'ordre dels raïformes.

## Reproducció
És ovípar i les femelles ponen càpsules d'ous, les quals presenten com unes banyes a la closca.

## Hàbitat
És un peix marí, de clima temperat i demersal.

## Distribució geogràfica
Es troba entre Xile i l'Argentina: l'Estret de Magallanes.

## Observacions
És inofensiu per als humans.